# Change (Vanessa Amorosi)
Change è il secondo album in studio della cantante australiana Vanessa Amorosi, pubblicato nel 2002.

## Tracce
1. One Thing Leads 2 Another
2. Turning Up the Heat
3. Spin
4. Dream
5. Change
6. Lifted Up
7. Back in Love
8. Who's Lovin' You
9. True to Yourself
10. Follow Me
11. Bitter Twist
12. Sometimes Happiness